# بورصة تايوان للعقود الآجلة
بورصة تايوان للعقود الآجلة ( اختصار المؤشر: TAIFEX ) في عام 1998. وهي تقدم العقود المستقبلية والخيارات على مؤشرات الأسهم الرئيسية في تايوان ، والعقود الآجلة للسندات الحكومية، وخيارات الأسهم وعقود أسعار الفائدة الآجلة على مدار 30 يومًا.
يمكن تقسيم تطور سوق العقود الآجلة في تايوان إلى مرحلتين. في المرحلة الأولى، تم السماح للعقود الآجلة الأجنبية بالتداول. تميزت المرحلة الثانية بإنشاء سوق العقود الآجلة المحلية. صدر قانون تداول العقود الآجلة الأجنبية في يونيو 1992 لتوفير أساس قانوني للمستثمرين للتداول في أسواق العقود الآجلة الأجنبية. سُن قانون تجارة العقود الآجلة في مارس 1997 ، والذي حل محل قانون تداول العقود الآجلة الأجنبية ووضع المبادئ التوجيهية القانونية لسوق العقود الآجلة المحلية. هذا مهد الطريق لتأسيس بورصة تايوان للعقود الآجلة في سبتمبر من نفس العام.

## روابط خارجية
- موقع TAIFEX الرسمي (باللغة الإنجليزية)